# Ischadium recurvum
Ischadium recurvum är en musselart som först beskrevs av Rafinesque 1820.  Ischadium recurvum ingår i släktet Ischadium och familjen blåmusslor. Inga underarter finns listade i Catalogue of Life.